# والي كار
والي كار (بالإنجليزية: Wally Carr)‏ (11 أغسطس 1954 - 13 أبريل 2019) هو ملاكم أسترالي.

## روابط خارجية
- والي كار على موقع بوكس ريك (الإنجليزية) (registration required)